# Lepturges epagogus
Lepturges epagogus es una especie de escarabajo longicornio del género Lepturges, categorizada en la tribu Acanthocinini, de la subfamilia Lamiinae. Fue descrita por Monné en 1977.

## Descripción
Mide 5-10 mm de longitud.

## Distribución
Se distribuye por Bolivia, Brasil y Perú.